# 雙曲坐標系

绘制在欧几里得平面上的双曲坐标：在同一蓝色射线上的所有点有相同的坐标值u，在同一红色双曲线上的所有点有相同的坐标值v。

在數學裏，雙曲坐標系（英語：Hyperbolic coordinates）是一種二維坐標系統。它可以用來表達一個點在二維平面的第一象限的位置。從雙曲坐標 {\displaystyle (u,\ v)} 變換到直角坐標 {\displaystyle (x,\ y)} ：
{\displaystyle u=-{\frac {1}{2}}\log \left({\frac {y}{x}}\right)} 、
{\displaystyle v={\sqrt {xy}}} 。
有時候，參數 {\displaystyle u} 稱為雙曲角，{\displaystyle v} 稱為幾何平均。
反映射為
{\displaystyle x=ve^{u}} 、
{\displaystyle y=ve^{-u}} 。
這是一個連續函數，但不是一個解析函數。

## 理工科學的應用
在熱力學裏，定溫過程（isothermal process）顯性地跟隨著雙曲路徑，所做的功可以解釋為雙曲角的改變。類似地，等壓過程可以描繪出一條雙曲線，在絕對溫度與氣體密度的象限。